# The Hombres
The Hombres war eine US-amerikanische Garage-Rock-Band.

## Bandgeschichte
Die vier Musiker aus Memphis gründeten 1967 die Gruppe The Hombres. Mit dem selbst komponierten Song Let it out fanden sie schließlich eine Plattenfirma und hatten damit im selben Jahr ihren einzigen Charterfolg. Im Jahr 1968 folgte die gleichnamige Langspielplatte.

## Singles
- 1967: Let it out, US Platz 12
- 1967: Am I High